# Bufalà
Bufalà – planowana stacja metra w Barcelonie, na linii 1, w Badalonie.